# Tablice rejestracyjne w Monako

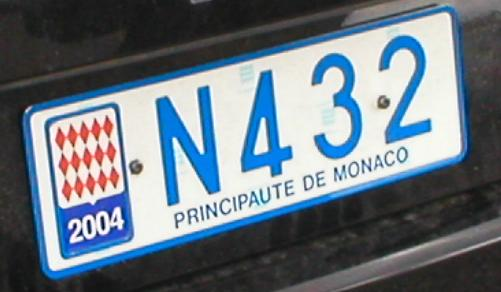
Tablica rejestracyjna w Monako

Tablice rejestracyjne w Monako – tablice rejestracyjne używane w Monako
Są złożone z czterech cyfr lub liter. Przednia tablica ma wymiary 290 mm x 110 mm, a tylna 340 mm x 110 mm. Tablice mają niebieski font na białym tle i mają herb Monako, a pod nim rok, w którym tablica została wydana.
Wszystkie tablice rozpoczynające się od trzech zer należą do rodziny księcia.
Napis "Principauté de Monaco" jest widoczny na dole tablicy.

## Specjalne tablice
- Motocykle mają tablice złożone z dwóch liter i dwóch cyfr.
- Tablice tymczasowe mają biały front na czerwonym tle.